# Бегарь, Беньямин
Бе́ньямин Бе́гарь (н.-луж. Benjamin Běgaŕ, 20 февраля 1873 года, деревня Яншойце, Лужица, Германия — 26 сентября 1945 года, Ветошов, Германия) — лютеранский священник, нижнелужицкий писатель и общественный деятель.

## Биография
Родился 20 февраля 1873 года в серболужицкой крестьянской семье в коммуне Яншойце (Йеншвальде). Изучал теологию в Кёльне. 
Совместно с Яном Крушвицей перевёл богослужебные тексты на нижнелужицкий язык, которые с 1898 года использовались в серболужицких лютеранских приходах Пруссии.
С 1902 года по 1910 год был дьяконом в селе Пицнё. В 1908 году вступил в серболужицкую культурно-просветительскую организацию «Матица сербская». В 1910 году был назначен настоятелем в лютеранском приходе в селе Круммендейх, 1917 года служил в приходе в селе Хеннестедс и с 1929 года по 1941 год — в Ветошове.
С 1904 года по 1913 год занимался редактированием лютеранского журнала «Wósadnik». Публиковал на страницах этого журнала свои произведения. В 1930 году организовал празднование по случаю 50-летия основания нижнелужицкого отделения «Матицы сербской».
В 1941 году вышел на пенсию. Скончался 26 сентября 1945 года и был похоронен на кладбище в Ветошове.

## Сочинения
- Gerat Hančka: Běgaŕ, Benjamin, [w:] Jan Šołta, Pětr Kunze, Franc Šěn/ Nowy biografiski słownik k stawiznam a kulturje Serbow, Budyšyn 1984, b. 47.